# Heteronyx crassus
Heteronyx crassus är en skalbaggsart som beskrevs av Blackburn 1889. Heteronyx crassus ingår i släktet Heteronyx och familjen Melolonthidae. Inga underarter finns listade i Catalogue of Life.